# Lamar Towers
Les Lamar Towers sont deux tours jumelles résidentielles en construction à Djeddah en Arabie saoudite. 
La plus haute mesure 322 mètres et la seconde 293 mètres. 
Leur construction a débuté en 2008 et devrait se terminer en 2024.